# 森井大辉
森井大輝（日语：／ Morii Taiki，1980年7月9日—），日本男子高山滑雪运动员。他曾代表日本参加2002年、2006年、2010年和2022年冬季残疾人奥林匹克运动会高山滑雪比赛，获得四枚银牌和三枚铜牌。